# 広野町

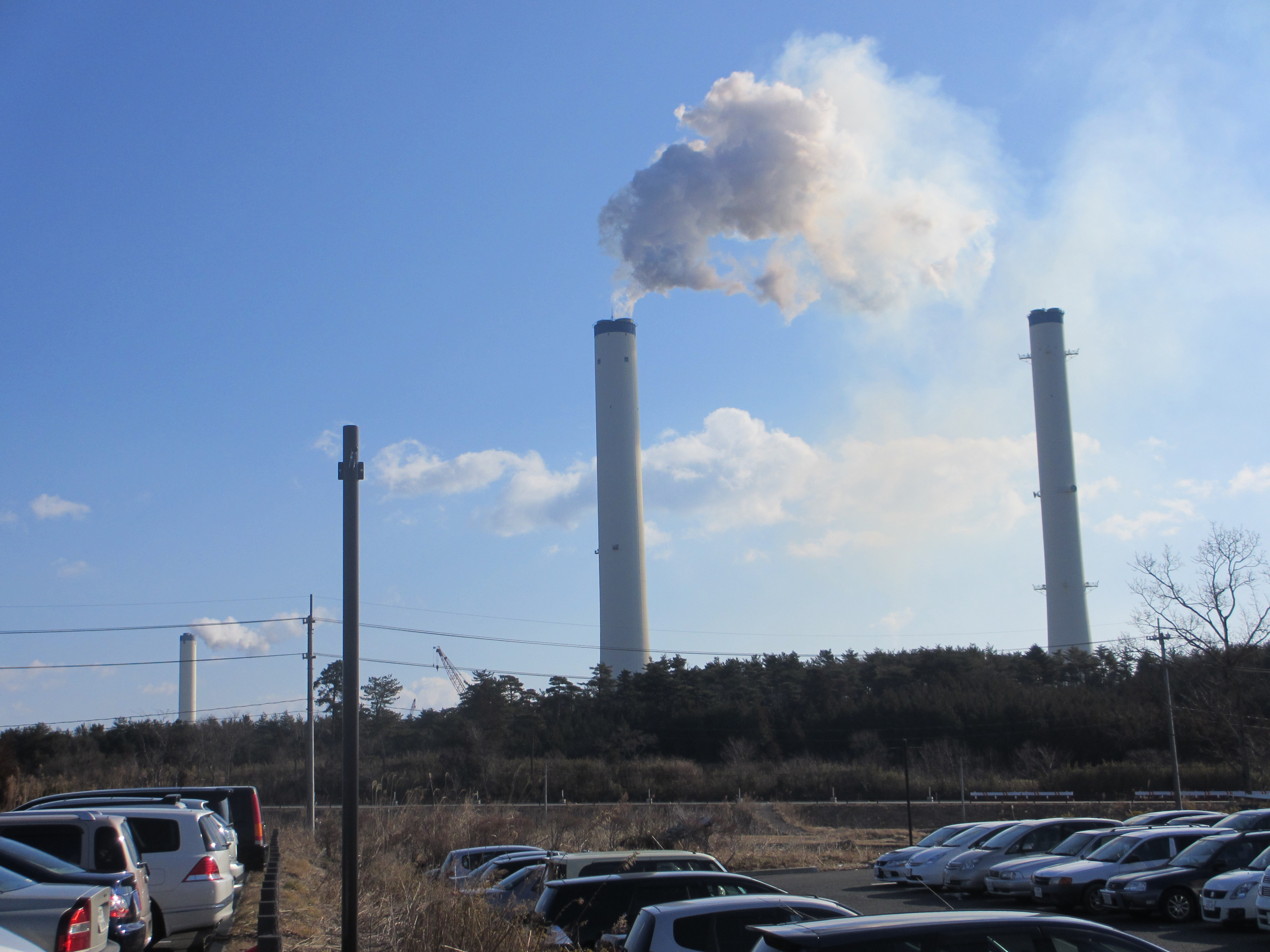
広野火力発電所

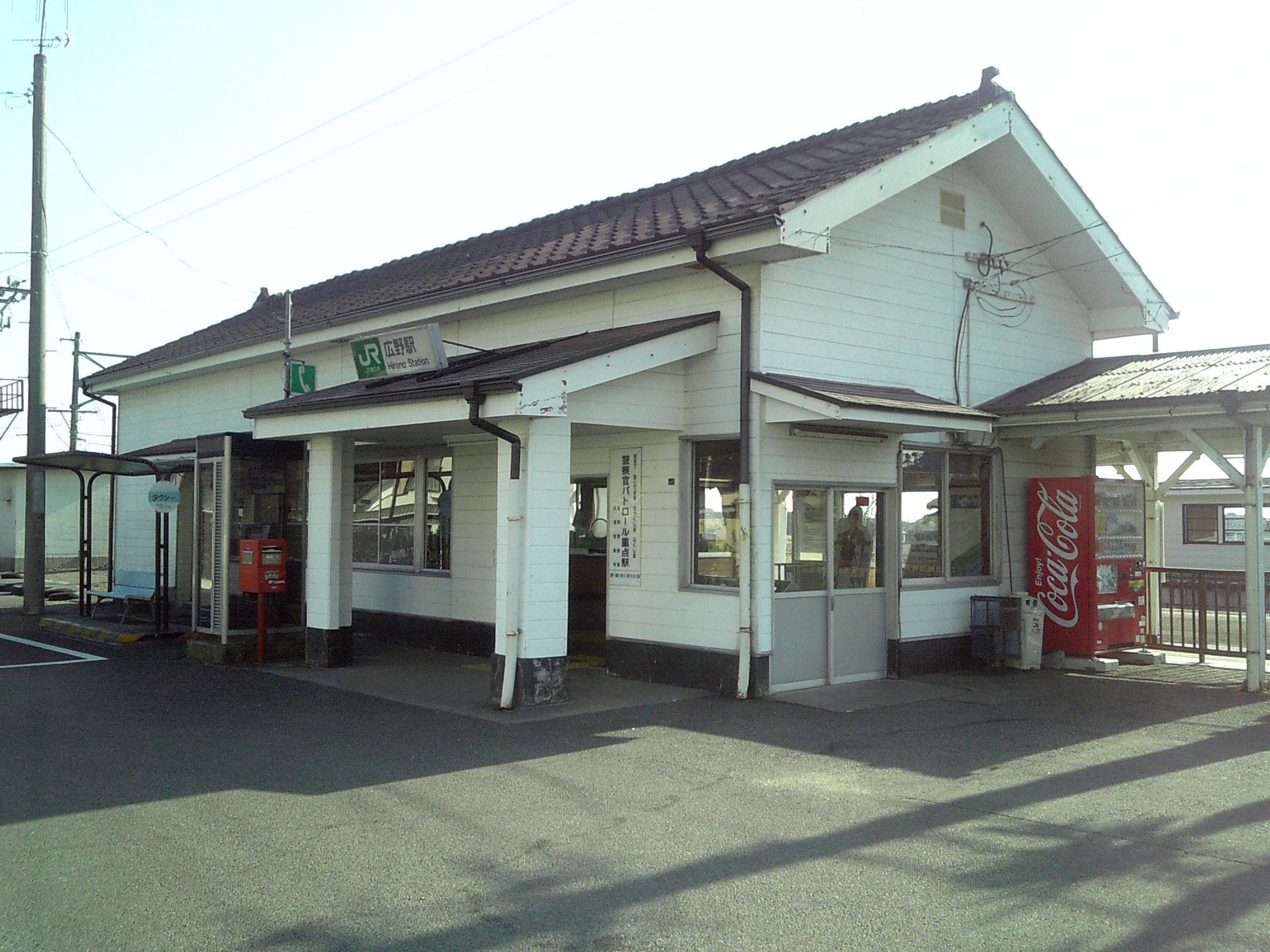
広野駅

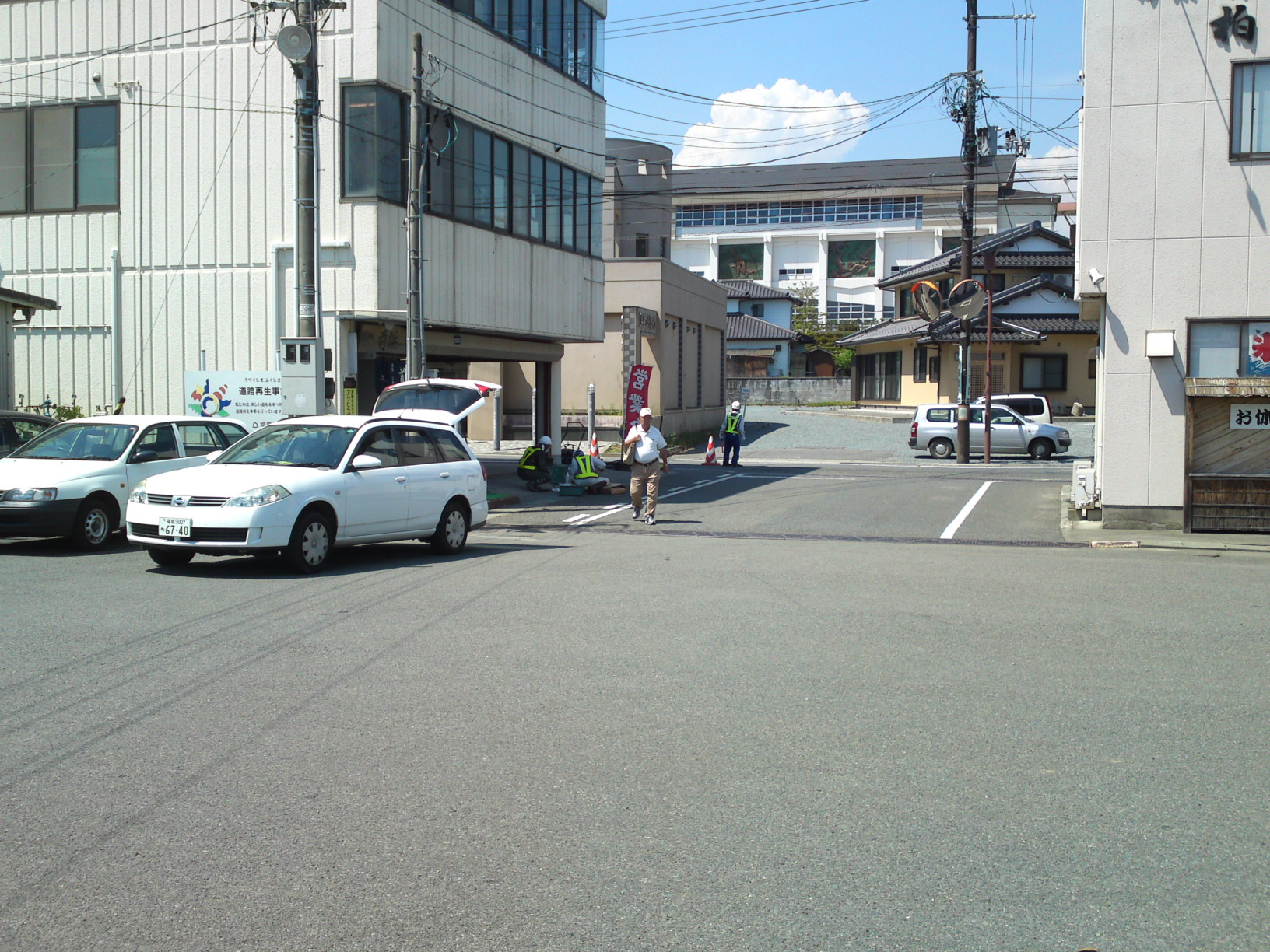
広野駅前 2012.8.23

広野町（ひろのまち）は、福島県浜通りに位置し、双葉郡（1896年以前は楢葉郡）に属する町。いわき都市圏を構成する。

## 地理
江戸時代頃までは、農村としてだけでなく、浜街道広野宿の宿場町としても栄えた。
冬でも雪の少ない温暖な気候であり、Jヴィレッジの開設後、小規模ながらも浜通り屈指の観光地として知名度を上げている。キャッチフレーズは「東北に春を告げる町」。

### 地形
- 山：五社山
- 川：北迫川、浅見川、折木川
- 沼：二ッ沼

### 気候
| 広野（1991年 - 2020年）の気候      | 広野（1991年 - 2020年）の気候 | 広野（1991年 - 2020年）の気候 | 広野（1991年 - 2020年）の気候 | 広野（1991年 - 2020年）の気候 | 広野（1991年 - 2020年）の気候 | 広野（1991年 - 2020年）の気候 | 広野（1991年 - 2020年）の気候 | 広野（1991年 - 2020年）の気候 | 広野（1991年 - 2020年）の気候 | 広野（1991年 - 2020年）の気候 | 広野（1991年 - 2020年）の気候 | 広野（1991年 - 2020年）の気候 | 広野（1991年 - 2020年）の気候 |
| 月                                 | 1月                           | 2月                           | 3月                           | 4月                           | 5月                           | 6月                           | 7月                           | 8月                           | 9月                           | 10月                          | 11月                          | 12月                          | 年                            |
| ---------------------------------- | ----------------------------- | ----------------------------- | ----------------------------- | ----------------------------- | ----------------------------- | ----------------------------- | ----------------------------- | ----------------------------- | ----------------------------- | ----------------------------- | ----------------------------- | ----------------------------- | ----------------------------- |
| 最高気温記録 °C （°F）             | 18.4 (65.1)                   | 22.8 (73)                     | 23.9 (75)                     | 28.2 (82.8)                   | 33.3 (91.9)                   | 36.5 (97.7)                   | 37.3 (99.1)                   | 37.0 (98.6)                   | 35.2 (95.4)                   | 31.6 (88.9)                   | 25.7 (78.3)                   | 23.0 (73.4)                   | 37.3 (99.1)                   |
| 平均最高気温 °C （°F）             | 7.9 (46.2)                    | 8.2 (46.8)                    | 11.0 (51.8)                   | 15.6 (60.1)                   | 19.6 (67.3)                   | 22.3 (72.1)                   | 26.1 (79)                     | 27.7 (81.9)                   | 24.9 (76.8)                   | 20.3 (68.5)                   | 15.6 (60.1)                   | 10.7 (51.3)                   | 17.5 (63.5)                   |
| 日平均気温 °C （°F）               | 3.3 (37.9)                    | 3.5 (38.3)                    | 6.3 (43.3)                    | 10.9 (51.6)                   | 15.3 (59.5)                   | 18.6 (65.5)                   | 22.4 (72.3)                   | 24.0 (75.2)                   | 21.1 (70)                     | 16.0 (60.8)                   | 10.8 (51.4)                   | 5.9 (42.6)                    | 13.2 (55.8)                   |
| 平均最低気温 °C （°F）             | −1.3 (29.7)                   | −1.2 (29.8)                   | 1.4 (34.5)                    | 6.1 (43)                      | 11.0 (51.8)                   | 15.3 (59.5)                   | 19.5 (67.1)                   | 21.1 (70)                     | 17.7 (63.9)                   | 11.9 (53.4)                   | 6.0 (42.8)                    | 1.0 (33.8)                    | 9.0 (48.2)                    |
| 最低気温記録 °C （°F）             | −10.5 (13.1)                  | −10.2 (13.6)                  | −6.9 (19.6)                   | −3.8 (25.2)                   | 0.8 (33.4)                    | 5.5 (41.9)                    | 10.4 (50.7)                   | 10.6 (51.1)                   | 7.9 (46.2)                    | −0.2 (31.6)                   | −4.2 (24.4)                   | −7.5 (18.5)                   | −10.5 (13.1)                  |
| 降水量 mm （inch）                 | 58.3 (2.295)                  | 51.4 (2.024)                  | 109.5 (4.311)                 | 133.8 (5.268)                 | 151.5 (5.965)                 | 165.3 (6.508)                 | 191.3 (7.531)                 | 143.5 (5.65)                  | 222.7 (8.768)                 | 227.1 (8.941)                 | 85.7 (3.374)                  | 52.2 (2.055)                  | 1,600.3 (63.004)              |
| 平均降水日数 （≥1.0 mm）           | 4.8                           | 5.1                           | 9.0                           | 9.7                           | 10.5                          | 12.1                          | 13.0                          | 10.6                          | 12.5                          | 10.6                          | 6.8                           | 5.2                           | 110.3                         |
| 平均月間日照時間                   | 189.9                         | 183.2                         | 191.0                         | 192.4                         | 194.1                         | 151.6                         | 147.5                         | 175.0                         | 137.5                         | 144.8                         | 160.3                         | 174.7                         | 2,041.7                       |
| 出典1：Japan Meteorological Agency |                               |                               |                               |                               |                               |                               |                               |                               |                               |                               |                               |                               |                               |
| 出典2：気象庁                      |                               |                               |                               |                               |                               |                               |                               |                               |                               |                               |                               |                               |                               |

## 歴史
古代
- 7世紀前半には石城国造の領土、7世紀中葉には多珂国の領土であった。
- 律令制が浸透した7世紀後半には常陸国に属していた。718年には常陸国から分立した石城国に入れ替わるも、720年代には陸奥国に入れられた。

戦国時代から明治維新まで
- 戦国時代までは岩城氏の領内に入り、江戸時代には磐城平藩の領内に入った。

明治維新以後
- 1889年（明治22年）4月1日 - 町村制施行に伴い楢葉郡広野村誕生。
- 1896年（明治29年）4月1日 - 楢葉郡が標葉郡と合併して双葉郡となる。
- 1940年（昭和15年）4月1日 - 町制施行で広野町となる。
- 1980年（昭和55年）4月1日 - 広野火力発電所一号機営業運転開始。
- 1997年（平成9年） - Jヴィレッジ開業。
- 2002年（平成14年）3月23日 - 常磐自動車道広野IC開通。
- 2011年（平成23年）3月11日 - 東日本大震災が発生。広野町で震度6弱を観測。

### 福島原発事故の影響
当町は2011年3月11日の東北地方太平洋沖地震（東日本大震災）により発生した福島第一原子力発電所事故（以下「福島原発事故」と略す）により、町全域が緊急時避難準備区域に指定され、町民が避難した。緊急時避難準備区域は同年9月30日に解除されている。
福島原発事故により、2011年3月15日以降、役場機能を小野町民体育館内に移転していたが、同年4月15日にいわき市にあるFDKモジュールシステムテクノロジーいわき工場の社屋内に再移転し、湯本支所として設置した。
緊急時避難準備区域解除後、住民の帰還を促すため、2012年3月1日に役場機能を元の広野町役場に戻した
。湯本支所は同日より湯本出張所とした上で一部の業務を継続する。
なお、福島原発事故の警戒区域は2013年11月現在解除されている。

## 行政
- 町長：遠藤智（2013年12月9日就任 2期目）

## 人口
| 広野町（に相当する地域）の人口の推移 \| 1970年（昭和45年） \| 4,939人 \| \| \| 1975年（昭和50年） \| 4,796人 \| \| \| 1980年（昭和55年） \| 5,335人 \| \| \| 1985年（昭和60年） \| 5,323人 \| \| \| 1990年（平成2年） \| 5,591人 \| \| \| 1995年（平成7年） \| 5,767人 \| \| \| 2000年（平成12年） \| 5,813人 \| \| \| 2005年（平成17年） \| 5,533人 \| \| \| 2010年（平成22年） \| 5,418人 \| \| \| 2015年（平成27年） \| 4,319人 \| \| \| 2020年（令和2年） \| 5,412人 \| \| |         |  |
| 総務省統計局 国勢調査より |         |  |
| 1970年（昭和45年） | 4,939人 |  |
| 1975年（昭和50年） | 4,796人 |  |
| 1980年（昭和55年） | 5,335人 |  |
| 1985年（昭和60年） | 5,323人 |  |
| 1990年（平成2年） | 5,591人 |  |
| 1995年（平成7年） | 5,767人 |  |
| 2000年（平成12年） | 5,813人 |  |
| 2005年（平成17年） | 5,533人 |  |
| 2010年（平成22年） | 5,418人 |  |
| 2015年（平成27年） | 4,319人 |  |
| 2020年（令和2年） | 5,412人 |  |

## 主な製造工場
- 日本化学産業福島第一工場
- メイコー福島工場

## 学校

### 高等学校
- 福島県立ふたば未来学園高等学校

### 中学校
- 広野町立広野中学校
- 福島県立ふたば未来学園中学校

### 小学校
- 広野町立広野小学校

## 交通

### 鉄道路線
- 東日本旅客鉄道
  - 常磐線：広野駅
    - 広範囲な連絡 ： 特急「ひたち」
    - 上記のほか、Jヴィレッジ駅（楢葉町）のホームの一部は広野町に跨っている。

### 路線バス
- 新常磐交通 - いわき市・広野町・楢葉町・富岡町を結ぶいわき～富岡線を運行している。町内では広野町役場入口に停車する。日祝日運休。
  - いわき駅前 - 東一丁目 - 久之浜駐在所 - 広野町役場入口 - 道の駅ならは - 楢葉町役場 - さくらモール診療所前 - 富岡駅前
- 広野町民バス - 町内各地を月・水・金曜日に運行（祝日運休）。無料。
- 高速バス - 仙台市内発着の路線（仙台 - いわき線）全便と、東京都内発着の「いわき号」のうち1往復が町内の広野インター停留所を経由する（運行はいずれも新常磐交通）。
  - 仙台駅東口 - 広野インター
  - 東京駅 - 広野インター

### 道路
- 高速道路
  - E6 常磐自動車道 - 広野IC
- 一般国道
  - 国道6号
    - 北方面 - 楢葉・富岡・大熊・双葉・浪江・南相馬・相馬・仙台
    - 南方面 - いわき・北茨城・高萩・日立・ひたちなか・水戸・石岡・土浦・東京
- 主要地方道
  - 福島県道35号いわき浪江線
- 一般県道
  - 福島県道246号折木筒木原久之浜線
  - 福島県道249号上戸渡広野線
  - 福島県道356号広野停車場線
  - 福島県道391号広野小高線
  - 福島県道393号上北迫下北迫線

## 姉妹都市・提携都市

### 国内
- 三郷市（埼玉県）
  - 2008年（平成20年）7月29日災害時応援協定

## 観光地

### 名所旧跡
- 奥州日の出の松 - 日本三大松の一つに数えられ、血を流すといういわれを持つ。「安寿と厨子王」に関する伝説の舞台でもある。
- 北迫地蔵尊 - かつての大飢饉の供養のため造立された地蔵菩薩。
- 二ッ沼歌碑 - 二ッ沼を詠った萬葉歌の刻まれた石碑（但し、ここで歌われたという確証はない）。
- 汽車の碑 - 「今は山中 今は浜…」で始まる唱歌「汽車」は、広野駅が舞台と誤解され、広野駅構内に碑がある。
- 楢葉八幡神社 - 源頼義が創建したと伝えられる五里八幡の一つ。
- 高倉城跡 - 戦国時代の岩城氏の拠点の一つで、岩城氏の家臣・猪狩氏の居城であった。

### 観光地
- Jヴィレッジ - 日本サッカー界屈指のナショナルトレーニングセンター。サッカー日本代表の来場回数も多い。
- 二ッ沼総合公園 - 町民公園。パークゴルフ、サマーフェスティバル会場。
- 折木温泉 - 神経系の病気に効くといわれる温泉。1704年（宝永元年）開設。
- 目の湯温泉 - 眼病に効果があるといわれる鉱泉。飲むと胃腸にも良いとされる。

## 祭事
- 4月 - 浜下り神事（たんたんぺろぺろ）
- 8月 - 広野町サマーフェスティバル
- 10月 - ひろの童謡まつり
- 11月 - 広野町収穫祭

## 商業施設
- ひろのてらす - 2016年3月5日に開業した、公設商業施設。イオン広野店をキーテナントとし、飲食店やクリーニング店などが入居する。広野町役場前にある。

## アラカルト
- サッカーアルゼンチン代表 - 2002年サッカーワールドカップの際、アルゼンチン代表が広野をキャンプ地に構えた。
- 東京電力女子サッカー部マリーゼ - 日本女子サッカーリーグ（なでしこリーグ、旧L・リーグ）に所属していたサッカークラブ。Jヴィレッジが本拠地。
- JERA広野火力発電所 - 巨大な煙突がトレードマーク。
- 富沢有為男 - 作家。戦後より晩年まで広野町に住居を構える。